# Anthelminthikum
Ein Anthelminthikum (von anti- und altgriechisch ἕλμινς hélmins [Genitiv ἕλμινθος hélminthos] „Wurm“) oder Wurmmittel (auch Vermizid, Vermicidum und Vermifugum genannt; von lateinisch vermis [Genitiv vermicis] „Wurm“ und -zid für „abtötend“ beziehungsweise -fugum, etwa „entfliehend“, zu lateinisch fugere „[ent-]fliehen“) ist ein Medikament gegen Wurminfektionen, das bei dem Krankheitsbild der Helminthiasis, der durch Eingeweidewürmer (Enthelminthen) hervorgerufenen Wurmkrankheit, eingesetzt wird. In der Regel handelt es sich um Stoffe, die als spezifisches Gift in den Stoffwechsel von Würmern (Helminthen bzw. Helminthes) eingreifen. Die Verabreichung eines Anthelminthikums wird auch als Entwurmung bezeichnet.

## Wirkungsmechanismen
Humanpathogene Würmer lassen sich einteilen in Bandwürmer (Zestoden), Fadenwürmer (Nematoden) und Saugwürmer (Trematoden).
Anthelminthika wirken, indem sie entweder hemmend in den Energiestoffwechsel der Würmer eingreifen oder über das Stilllegen neuronaler Übertragungsmechanismen zur Lähmung der Würmer führen. Unterschieden werden Mittel, die oral bioverfügbar sind und bei systemischen Wurmerkrankungen einsetzbar sind und solche, die nicht aus dem Magen-Darm-Trakt resorbiert werden und bei intestinalem Wurmbefall angezeigt sind.
Benzimidazole wie Mebendazol und Albendazol wirken in erster Linie  gegen Fadenwürmer. Die Wirkung entsteht durch Anlagerung an die Mikrotubuli der Wurmzelle, wodurch intrazelluläre Transportvorgänge wie etwa die Glukose-Aufnahme gestört werden. In der Folge degeneriert der Verdauungstrakt der Würmer und sie sterben ab.
Praziquantel wirkt gegen Bandwürmer und Saugwürmer (z. B. Pärchenegel). Es öffnet die Calcium-Kanäle in der Zellmembran der Wurmzelle. Calcium vermittelt in kontraktilen Zellen die Muskelkontraktion. Damit führt Praziquantel zu einer Dauerkontraktion des Muskelschlauchs (spastische Lähmung) des Wurmkörpers.

## Wirkstoffe
Übersichtstabelle für einige als Anthelminthika verwendete Wirkstoffe:
| Wirkstoff         | Einsatzbereich   | Wirkart    | Anthelm. Wirkspektrum                                  | Chemische Stoffgruppe              |
| ----------------- | ---------------- | ---------- | ------------------------------------------------------ | ---------------------------------- |
| Albendazol        | human, veterinär | systemisch | Fadenwürmer, manche Bandwürmer                         | Benzimidazole                      |
| Diethylcarbamazin | human, veterinär | systemisch | Fadenwürmer (Spulwurm, Augenwurm, Onchocerca volvulus) | Piperazine                         |
| Eprinomectin      | veterinär        | systemisch | Fadenwürmer                                            | Avermectine                        |
| Epsiprantel       | veterinär        | lokal      | Bandwürmer                                             | Chinoline und verwandte Substanzen |
| Febantel          | veterinär        | systemisch | Fadenwürmer, Bandwürmer                                | Benzimidazole                      |
| Fenbendazol       | veterinär        | systemisch | Fadenwürmer, manche Bandwürmer                         | Benzimidazole                      |
| Flubendazol       | veterinär        | systemisch | Fadenwürmer, manche Bandwürmer                         | Benzimidazole                      |
| Ivermectin        | human, veterinär | systemisch | Fadenwürmer                                            | Makrolide                          |
| Levamisol         | veterinär        | systemisch | Fadenwürmer                                            | Imidazothiazole                    |
| Mebendazol        | human            | systemisch | Fadenwürmer, manche Bandwürmer                         | Benzimidazole                      |
| Metrifonat        | human            | systemisch | Saugwürmer (Pärchenegel)                               | Organophosphate                    |
| Milbemycinoxim    | veterinär        | systemisch | Fadenwürmer (u. a. Herzwurm)                           | Milbemycine                        |
| Niclosamid        | human, veterinär | lokal      | Bandwürmer                                             | Salicylanilid                      |
| Oxamniquin        | human            | systemisch | Saugwürmer (Darmpärchenegel)                           | Chinoline und verwandte Substanzen |
| Oxantel           | human            | lokal      | Fadenwürmer (Peitschenwurm)                            | Tetrahydropyrimidine               |
| Piperazin         | human, veterinär | systemisch | Spulwurm, Madenwurm                                    | Piperazine                         |
| Praziquantel      | human, veterinär | systemisch | Bandwürmer, Saugwürmer                                 | Chinoline und verwandte Substanzen |
| Pyrantel          | human, veterinär | lokal      | Fadenwürmer (Madenwurm, Spulwurm, Hakenwurm)           | Tetrahydropyrimidine               |
| Pyrvinium         | human            | lokal      | Madenwurm                                              | Chinoliniumsalze                   |
| Tiabendazol       | human, veterinär | systemisch | Fadenwürmer                                            | Benzimidazole                      |

An natürlichen Mitteln sind verschiedene Pflanzen als Wurmkräuter bekannt.